# 애비게일 애덤스

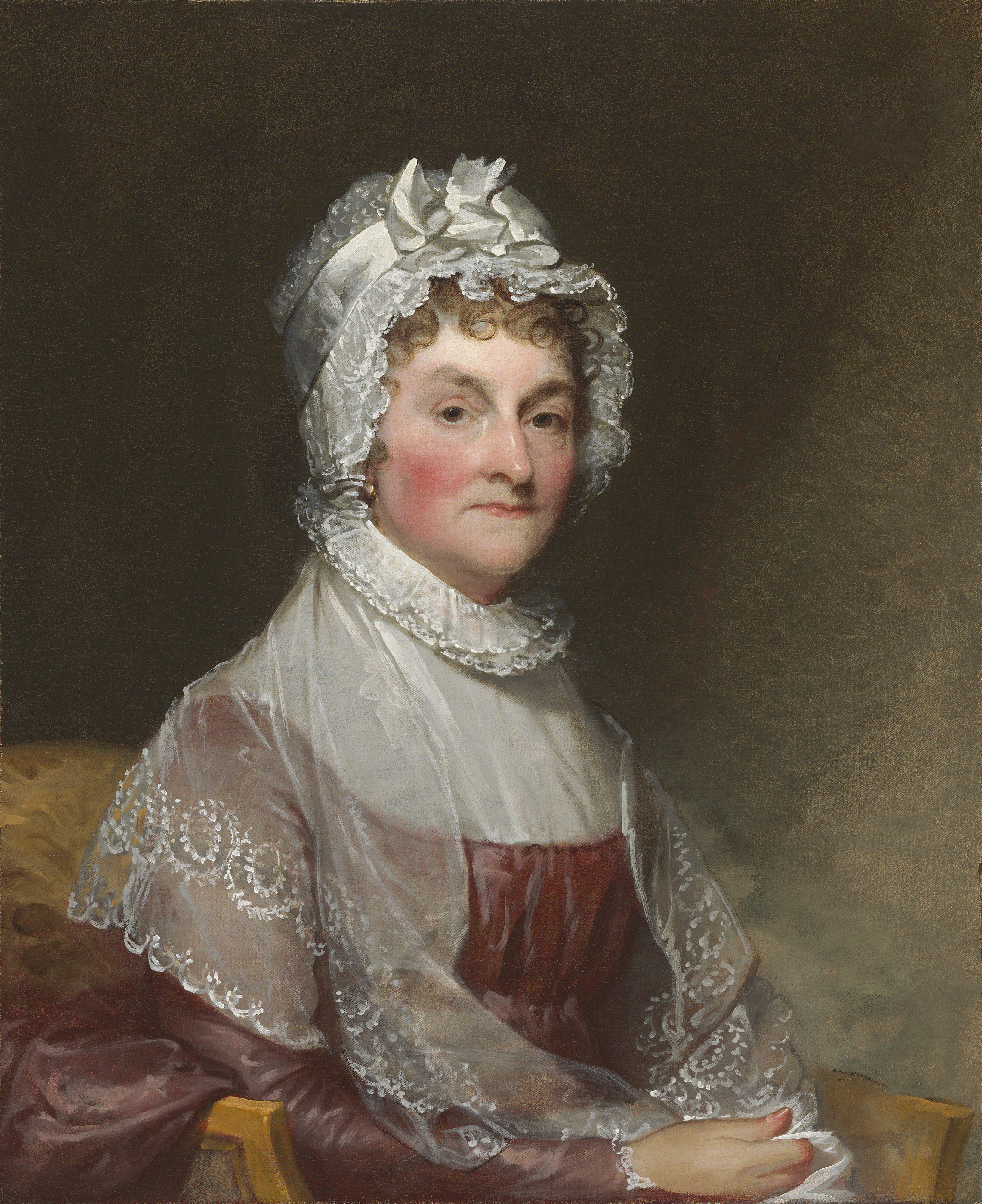
애비게일 애덤스

애비게일 애덤스(영어: Abigail Adams, 1744년 11월 22일 ~ 1818년 10월 28일)는 존 애덤스의 아내이자 가장 가까운 고문이자 존 퀸시 애덤스의 어머니였다. 그녀는 미국의 건국자였으며 당시에는 그러한 칭호가 사용되지 않았지만 미국의 영부인이었다. 그녀와 바버라 부시는 미국 대통령과 결혼하고 다른 미국 대통령의 어머니였던 유일한 두 여성이다.
애덤스의 삶은 영부인 중에서 가장 많이 기록된 것 중 하나이다. 그녀는 남편 존 애덤스가 대륙 회의 기간 동안 펜실베이니아 주 필라델피아에 머무르는 동안 그에게 쓴 많은 편지로 기억된다. 존은 많은 문제에 대해 애비게일의 조언을 자주 구했으며 그들의 편지는 정부와 정치에 대한 지적인 토론으로 가득 차 있다. 그녀의 편지는 또한 미국 독립 전쟁 국내 전선의 목격자 기록 역할을 한다.